# Capilicio

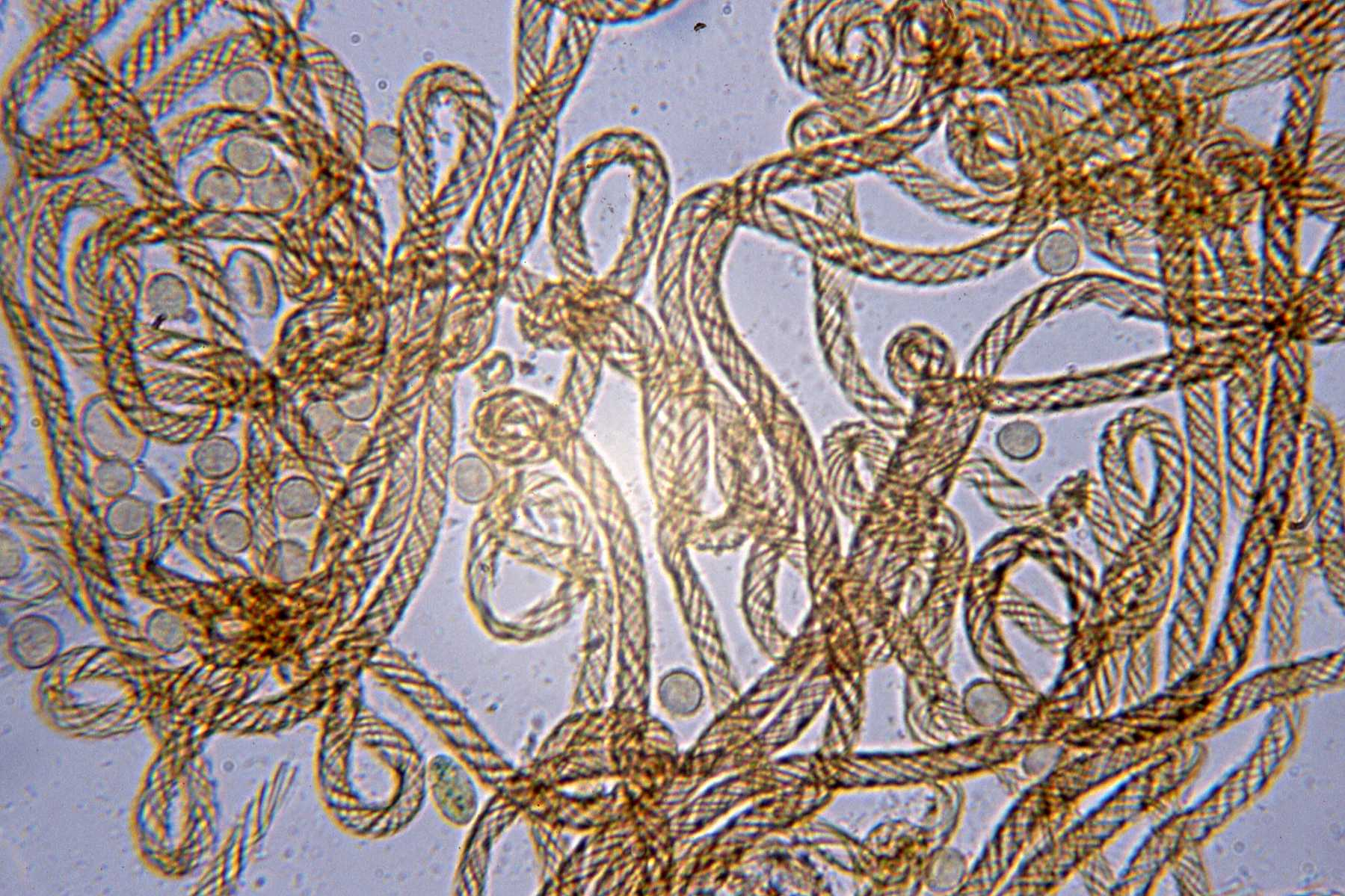
El capilicio es una red de fibras que rodea a las esporas. En la figura, el mixomiceto Hemitrichia calyculata.

El capilicio es un sistema de elementos filiformes que se encuentran dentro de la masa de esporas del cuerpo fructífero en muchas especies de mixomicetos y en hongos tales como Calvatia, Tulostoma, Bovista, Lycoperdon, Disciseda, Geastrum, Mycenastrum, entre otros.
Puede tomar la forma de una densa red de elementos interconectados o consistir en una serie de elementos libres. Las porciones del capilicio pueden ser sólido, hueco o combinados entre sí, liso o esculpida, a diferencia del seudocapilicio, esta tiene forma regular en diámetro y ancho. 
Su longitud varía de aproximadamente 100 micrómetros a más de 500 micrómetros pero tienden a tener aproximadamente la misma anchura. Se cree que participa en la dispersión de las esporas.